# Kapelle Vreschen-Bokel

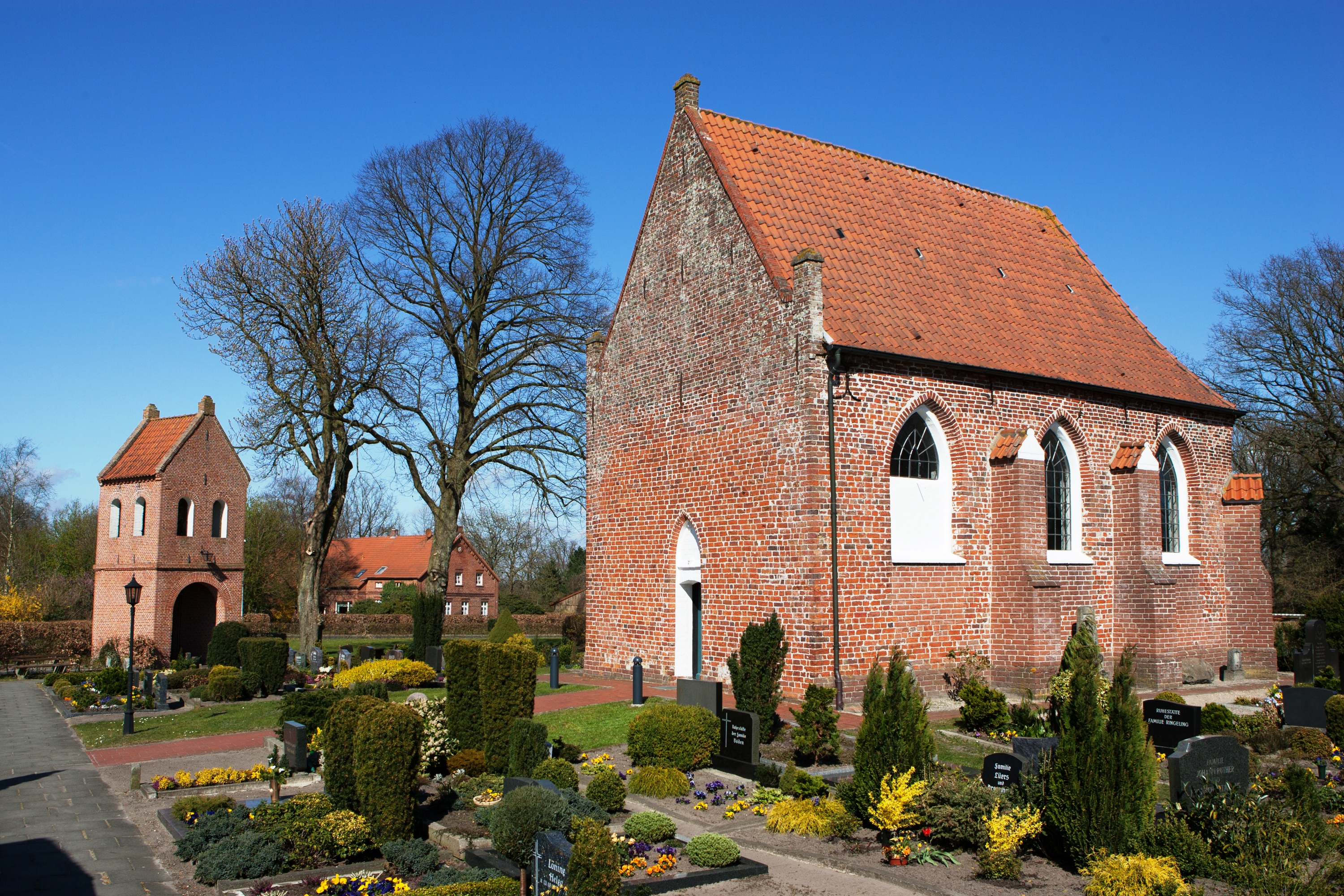
Gotische Kapelle in Vreschen-Bokel

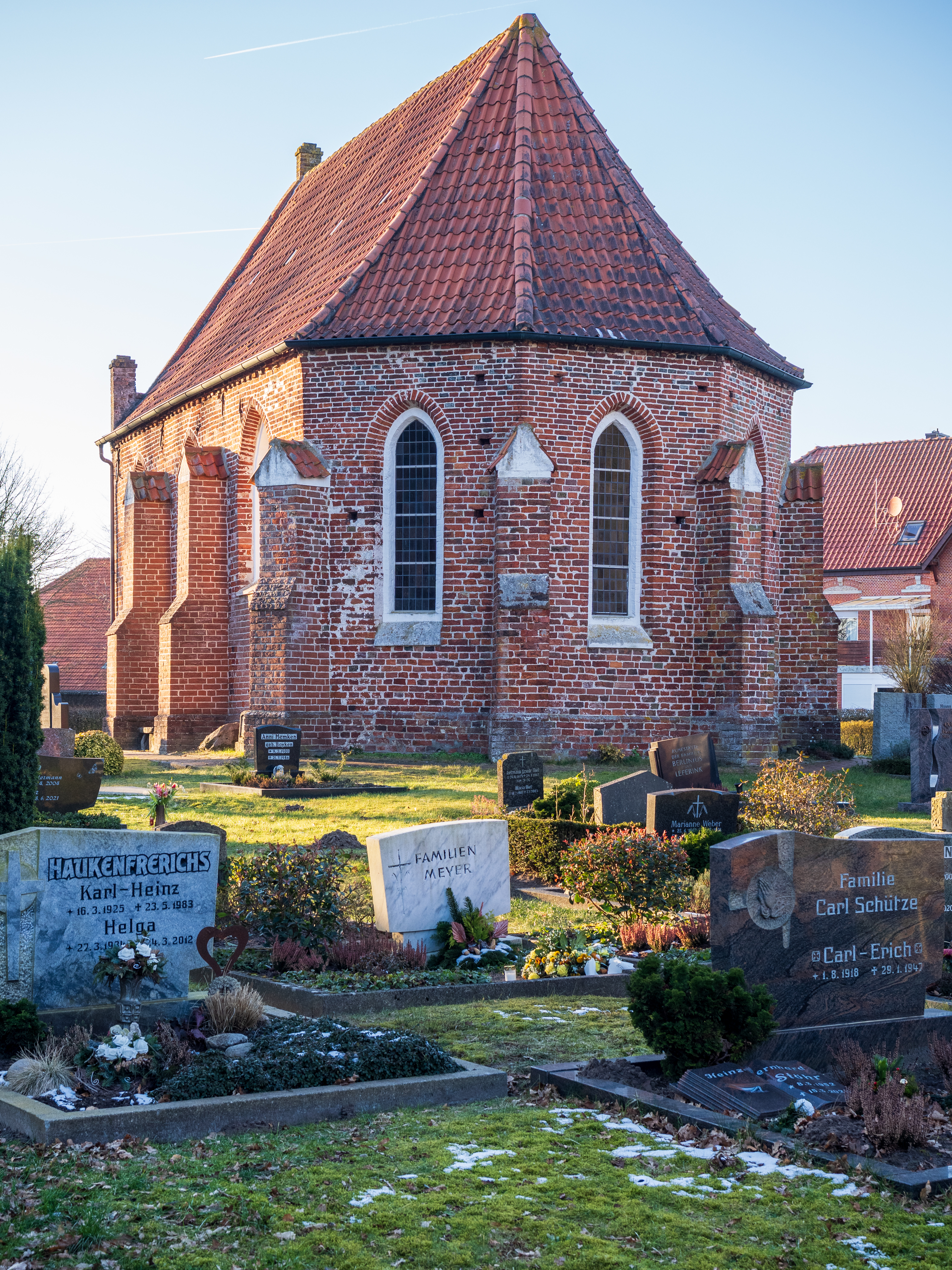
Ostansicht

Die Kapelle im Ortsteil Vreschen-Bokel der Gemeinde Apen im niedersächsischen Landkreis Ammerland gehört zur Evangelisch-Lutherischen Kirchengemeinde Apen, die sie regelmäßig zu Sonntagsgottesdiensten nutzt. Der freistehende Glockenturm, der 1858 als Ersatz für einen Holzturm von 1718 errichtet wurde, dient gleichzeitig als Torhaus des zugehörigen Friedhofs.
Die gotische Backsteinkapelle wurde 1456 errichtet, verfiel aber im 16. Jahrhundert. Ab 1623 wurde sie wiederhergestellt und erhielt dabei größere Fenster. Große Teile der äußersten Backsteinschicht wurden erneuert, ebenso die Innenausstattung, die großenteils aus dem 17. und 18. Jahrhundert stammt.
Die Orgel steht seit 1956 zur Verfügung.